# Brodiaea nana
Brodiaea nana är en sparrisväxtart som beskrevs av Robert Francis Hoover. Brodiaea nana ingår i släktet Brodiaea och familjen sparrisväxter. Inga underarter finns listade i Catalogue of Life.